# Mistrzostwa Panamerykańskie Juniorów w Lekkoatletyce 2009
15. Mistrzostwa Panamerykańskie Juniorów w Lekkoatletyce – zawody lekkoatletyczne dla sportowców do lat 19, które odbyły się od 31 lipca do 2 sierpnia 2009 na Hasely Crawford Stadium w Port-of-Spain na Tynidadzie i Tobago.

## Rezultaty
| WJR – rekord świata juniorów | NJR - rekord kraju juniorów | PB – rekord życiowy |

### Mężczyźni
| Konkurencja:                       | 1. miejsce                                                                            | Rezultat    | 2. miejsce                                                                                    | Rezultat   | 3. miejsce                                                                   | Rezultat    |
| Bieg na 100 metrów                 | Marcus Rowland                                                                        | 10,03       | D'Angelo Cherry                                                                               | 10,17      | Diego Cavalcanti                                                             | 10,30       |
| Bieg na 200 metrów                 | Nickel Ashmeade                                                                       | 20,.40 PB   | Keyth Talley                                                                                  | 20,78 PB   | Ramone McKenzie                                                              | 20,79       |
| Bieg na 400 metrów                 | Kirani James                                                                          | 45,43       | Tavaris Tate                                                                                  | 45,50      | Rondell Bartholomew                                                          | 46,61       |
| Bieg na 800 metrów                 | Raidel Acea                                                                           | 1:48,09     | Gavyn Nero                                                                                    | 1:48,90    | Joseph Abbot                                                                 | 1:48,99     |
| Bieg na 1500 metrów                | Mac Fleet                                                                             | 3:48,04     | Jeremy Rae                                                                                    | 3:48,29    | Iván López                                                                   | 3:48,45     |
| Bieg na 5000 metrów                | Mohammed Ahmed                                                                        | 14:12,11 PB | Sean Keveren                                                                                  | 14:14,46   | Colby Lowe                                                                   | 14:14,57    |
| Bieg na 10 000 metrów              | Victor Aravena                                                                        | 31:01,70    | Ederson Pereira                                                                               | 31:20,38   | Parker Stinson                                                               | 31:48,35    |
| Bieg na 110 metrów przez płotki    | Wayne Davis                                                                           | 13,08 WJR   | Booker Nunley                                                                                 | 13,32      | Shane Brathwaite                                                             | 13,41       |
| Bieg na 400 metrów przez płotki    | William Wynne                                                                         | 49,31 PB    | Jehue Gordon                                                                                  | 50,08      | Reggie Wyatt                                                                 | 50,61       |
| Bieg na 3000 metrów z przeszkodami | Mattias Wolter                                                                        | 9:05,28     | Sean Soderman                                                                                 | 9:10,75    | Derlis Ra Ayala Sanchez                                                      | 9:14,77     |
| Sztafeta 4 × 100 metrów            | Stany Zjednoczone · Keyth Talley · D'Angelo Cherry · Trevante Rhodes · Marcus Rowland | 39,06       | Brazylia · Gustavo dos Santos · Eric de Jesús · Diego Cavalcanti · Jefferson Liberato Lucindo | 39,64 =NJR | Jamajka · Deuce Carter · Ramone McKenzie · Nickel Ashmeade · Dexter Lee      | 40,06       |
| Sztafeta 4 × 400 metrów            | Stany Zjednoczone · Clayton Parros · Duane Walker · Joey Hughes · Tavaris Tate        | 3:03,25     | Trynidad i Tobago · Jevon Matthew · Deon Lendore · Kevin Haynes · Jehue Gordon                | 3:07,70    | Kanada · Michael Trnkus · Gabriel El Hanbli · Andre Hamilton · Rohan Stewart | 3:09,05 NJR |
| Skok wzwyż                         | Derek Drouin                                                                          | 2,27 m PB   | Erik Kynard Edgar Alejandro Rivera                                                            | 2,10 m     |                                                                              |             |
| Skok o tyczce                      | Jack Whitt                                                                            | 5,20 m      | Michael Arnold                                                                                | 5,10 m     | K'Don Samuels                                                                | 4,85 m      |
| Skok w dal                         | Jhamal Bowen                                                                          | 7,89 m      | Marquise Goodwin                                                                              | 7,85 m     | Lourival Almeida Neto                                                        | 7,66 m      |
| Trójskok                           | Will Claye                                                                            | 16,57 m     | Jean Rosa                                                                                     | 16,03 m    | Albert Johnson                                                               | 15,89 m     |
| Pchnięcie kulą                     | Mason Finley                                                                          | 20,36 m PB  | Jordan Clarke                                                                                 | 19,97 m    | Tim Nedow                                                                    | 19,00 m     |
| Rzut dyskiem                       | Mason Finley                                                                          | 65,34 m PB  | Quincy Wilson                                                                                 | 57,90 m    | Travis Smikle                                                                | 57,18 m     |
| Rzut młotem                        | Reinier Mejías Cabrera                                                                | 78,38 m PB  | Jean Rosario                                                                                  | 71,70 m    | Justin Welch                                                                 | 68,22 m     |
| Rzut oszczepem                     | Braian Toledo                                                                         | 69,84 m     | Sam Crouser                                                                                   | 67,90 m    | Matthew Byers                                                                | 65,83 m     |
| Dziesięciobój                      | Curtis Beach                                                                          | 7377 pkt.   | Gray Horn                                                                                     | 6982 pkt.  | Taylor Corney                                                                | 6764 pkt.   |
| Chód na 10 kilometrów              | Pedro Gómez                                                                           | 42:19,56    | Caio Bonfim                                                                                   | 42:43,58   | Giovanni Torres                                                              | 42:46,89    |

### Kobiety
| Konkurencja:                                     | 1. miejsce                                                                               | Rezultat                  | 2. miejsce                                                             | Rezultat                  | 3. miejsce                                                                    | Rezultat                  |
| Bieg na 100 metrów                               | Chalonda Goodman                                                                         | 11,22 PB                  | Amber Purvis                                                           | 11,38                     | Jura Levy                                                                     | 11,51                     |
| Bieg na 200 metrów                               | Chalonda Goodman                                                                         | 23,08                     | Tasha Allen                                                            | 23.,51                    | Jura Levy                                                                     | 23,93                     |
| Bieg na 400 metrów                               | Jenifer Padilla                                                                          | 53,60                     | Alejandra Cherizola                                                    | 53,81                     | Jody Ann Muir                                                                 | 53,93                     |
| Bieg na 800 metrów                               | Rose Mary Almanza                                                                        | 2:03,83                   | Chanelle Price                                                         | 2:05,13                   | Helen Crofts                                                                  | 2:05,19                   |
| Bieg na 1500 metrów                              | Jordan Hasay                                                                             | 4:26,26                   | Laura Galván                                                           | 4:30,72                   | Taylor Wallace                                                                | 4:31,76                   |
| Bieg na 3000 metrów                              | Laura Galván                                                                             | 10:02,32                  | Julieta Bautista                                                       | 10:02,66                  | Elizabeth Hynes                                                               | 10:04,92                  |
| Bieg na 5000 metrów                              | Sarah Andrews                                                                            | 16:42,38                  | Aisling Cuffie                                                         | 16:47,45                  | Julieta Bautista                                                              | 17:04,91                  |
| Bieg na 100 metrów przez płotki (wiatr: 2,2 m/s) | Shermaine Williams                                                                       | 13,22                     | Rosemarie Carty                                                        | 13,34                     | Raven Clay                                                                    | 13,44                     |
| Bieg na 400 metrów przez płotki                  | Nikita Tracey                                                                            | 57,82                     | Dalilah Muhammad                                                       | 58,42                     | Danielle Dowie                                                                | 58,92                     |
| Bieg na 3000 metrów z przeszkodami               | Yoslin Ocampo Bueno                                                                      | 10:32,38                  | Florencia Borell                                                       | 10:40,46                  | Jessica Furlan                                                                | 10:56,22                  |
| Sztafeta 4 × 100 metrów                          | Stany Zjednoczone · Jessica Davis · Amber Purvis · Tasha Allen · Chalonda Goodman        | 44,09                     | Jamajka · Audrea Segree · Antonique Campbell · Gayon Evans · Jura Levy | 44.,96                    | Trynidad i Tobago · Kirlene Roberts · Kai Selvon · Deborah John · Nyoka Giles | 45,38                     |
| Sztafeta 4 × 400 metrów                          | Stany Zjednoczone · Alishea Usery · Angele Cooper · Kellie Schueler · Diamond Richardson | 3:36,34                   | Jamajka · Jody Ann Muir · Amoy Blake · Danielle Dowie · Nikita Tracey  | 3:37,65                   | Bahamy · Rashan Brown · Katrina Seymour · Katarina Smith · Shaunae Miller     | 3:42,17                   |
| Skok wzwyż                                       | Maya Pressley                                                                            | 1,76 m                    | Krystle Schade                                                         | 1,76 m                    | Michelle Theophille                                                           | 1,76 m                    |
| Skok o tyczce                                    | Natalie Willer                                                                           | 4,30 m PB                 | Shade Weygandt                                                         | 4,25 m                    | Ariane Beaumont-Courteau                                                      | 4,00 m                    |
| Skok w dal                                       | Alitta Boyd                                                                              | 6,08 m                    | Christabel Nettey                                                      | 6,05 m                    | Lauryn Newson                                                                 | 5,98 m                    |
| Trójskok                                         | Dailenys Alcántara                                                                       | 13,17 m (wiatr - 0.8 m/s) | Alitta Boyd                                                            | 12,94 m (wiatr - 2.6 m/s) | Yudelsy González                                                              | 12,76 m (wiatr - 3.4 m/s) |
| Pchnięcie kulą                                   | Anastasia Jelmini                                                                        | 16,37 m                   | Julie Labonté                                                          | 16,29 m                   | Geísa Arcanjo                                                                 | 15,69 m                   |
| Rzut dyskiem                                     | Andressa Morais                                                                          | 55,28 m                   | Anastasia Jelmini                                                      | 54,91 m                   | Erin Pendleton                                                                | 48,01 m                   |
| Rzut młotem                                      | Yirisleydi Ford                                                                          | 63,92 m                   | Andressa Morais                                                        | 55,01 m                   | Elizabeth Rohl                                                                | 54,24 m                   |
| Rzut oszczepem                                   | María Lucelly Murillo                                                                    | 51,76 m                   | Rafaela Gonçalves                                                      | 47,47 m                   | Jucilene de Lima                                                              | 47,10 m                   |
| Siedmiobój                                       | Vanessa Spínola                                                                          | 5574 pkt. PB              | Ryann Krais                                                            | 5454 pkt. PB              | Cynthia Alves                                                                 | 5164 pkt.                 |
| Chód na 10 kilometrów                            | Erandi Magdalena Uribe                                                                   | 50:07,00 PB               | María Del Pilar Rayo                                                   | 50:23,60                  | Anlly Pineda                                                                  | 50:36,40                  |